# Magno Máximo
Magno Máximo (em latim: Flavius Magnus Maximus Augustus), conhecido também como Maximiano (em latim: Maximianus; em galês: Macsen Wledig), foi um usurpador e imperador romano entre 383 e 388.
Em 383, como comandante da Britânia, ele se revoltou contra o imperador Graciano e, depois de negociar com o imperador do oriente Teodósio I no ano seguinte, ele foi reconhecido como imperador na Britânia e na Gália — o irmão de Graciano, Valentiniano II, manteve a Itália, Panônia, Hispânia e a África. Em 387, numa tentativa de ampliar seu reino, Máximo invadiu a Itália e acabou derrotado por Teodósio na Batalha do Sava em 388. Do ponto de vista de alguns historiadores, sua morte marcou o fim da presença imperial direta no norte da Gália e da Britânia. Estas províncias, agora negligenciadas, permaneceram formalmente como parte do império, mas nenhum imperador romano (com exceção de alguns usurpadores fugazes e obscuros) avançou além de Lugduno (Lyon) depois de Máximo.
Porém, é importante lembrar que a carreira imperial de Constantino III entre 407 e 411, que foi aclamado imperador na Britânia e foi reconhecido como co-imperador pelo imperador legítimo, pode ser entendida como uma repetição da história de Máximo.

## Vida
Máximo nasceu na Galécia, nas terras do conde Teodósio (pai de Teodósio I). Apesar de algumas especulações de que ele teria tido uma origem humilde, é possível que ele seja parente dele, pois os relatos da época descrevem que seu status teria sido comprometido quando homens de posição inferior eram promovidos para cargos mais altos.
Ele era um importante general que serviu sob o conde na África em 373 e no Danúbio em 376. É provável que ele também tenha sido um oficial júnior na Britânia em 368 durante a supressão da "Grande Conspiração". Lotado na Britânia em 380, ele derrotou uma invasão dos pictos e dos escotos em 381.
O imperador do ocidente Graciano havia se tornado bastante impopular por causa de seu aparente favoritismo com os alanos — um povo de língua iraniana oriental (ver citas e ossetas) que adotaram muito cedo o cristianismo e migraram de suas terras para o ocidente e para o oriente — em detrimento dos cidadãos romanos. Em 383, Máximo foi proclamado imperador por suas tropas e, logo em seguida, invadiu a Gália levando consigo boa parte da guarnição da Britânia consigo.
Logo depois de chegar, Máximo passou a perseguir Graciano, que ele derrotou perto de Paris. Graciano, depois de fugir, acabou sendo assassinado em Lugduno em 25 de agosto de 383. Continuando sua campanha Itália adentro, Máximo só foi impedido de derrubar o jovem Valentiniano II, de doze anos, pela intervenção de Teodósio I, o imperador romano do Oriente, que enviou Bautão à frente de uma poderosa força para enfrentá-lo. As negociações se seguiram no ano seguinte e contaram com a mediação de Ambrósio, o bispo de Mediolano (Milão). Num acordo com Teodósio e Valentiniano II, Máximo foi reconhecido como augusto no ocidente.

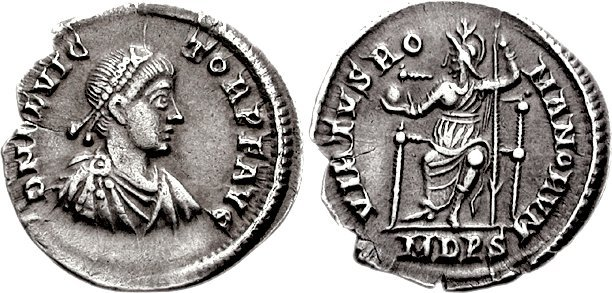
Síliqua de Flávio Vítor, o filho de Magno Máximo estrangulado pelo general Arbogasto depois da derrota de Magno Máximo em Sava (388)

O novo imperador escolheu como capital a cidade de Augusta dos Tréveros (Tréveris), na Gália, e seus domínios agora incluíam a Gália, Hispânia, Britânia e África. Ele passou a emitir suas próprias moedas e éditos que reorganizaram o sistema provincial da Gália. Alguns acadêmicos acreditam também que ele pode ter criado o cargo de conde dos britânicos (em latim: comes britanniarum). Todas essas medidas fizeram dele um imperador bastante popular e Quinto Aurélio Símaco compôs em honra de suas virtudes um panegírico. No campo militar, ele fez bom uso das forças dos federados — como os alamanos — e perseguiu com firmeza os heréticos: foi por ordens suas que Prisciliano e seis de seus seguidores tornaram-se os primeiros cristãos na história a serem executados por heresia (o priscilianismo) por outros cristãos (embora as acusações que levaram ao veredito foram de magia ou bruxaria, tecnicamente uma espécie de fraude espiritual através do uso de ventriloquia como a que era praticada pela bruxa de Endor), mandando confiscar suas posses. Estas execuções seguiram adiante apesar da defesa de proeminentes cristãos como São Martinho de Tours. O édito de 387 de Máximo ou 388, que censurou os cristãos de Roma por queimar uma sinagoga judaica, foi condenado por Ambrósio, que afirmou que o povo teria acusado o imperador de ter se tornado um judeu.
Em 387, Máximo conseguiu expulsar o imperador Valentiniano II de Mediolano, que fugiu para a corte de Teodósio. Os dois em seguida contra-atacaram do oriente e iniciaram uma campanha contra Máximo em julho-agosto de 388 liderada por Ricomero e por outros generais. Máximo acabou sendo derrotado na Batalha de Sava e recuou para Aquileia. Enquanto isso, os francos de Marcomero aproveitaram-se da oportunidade para invadir o norte da Gália, enfraquecendo ainda mais a posição de Máximo.
Andragácio, mestre da cavalaria (magister equitum) de Máximo e assassino de Graciano, foi derrotado perto de Siscia enquanto o irmão de Máximo, Marcelino, morreu em combate em Petóvio. Sem opções, Máximo se rendeu em Aquileia e foi executado mesmo depois de implorar por misericórdia, mas sua mãe e pelo menos suas duas filhas foram poupadas. O senado romano passou um decreto de damnatio memoriae contra ele. O leal general de Teodósio, Arbogasto, estrangulou o filho dele, Flávio Vítor, em Tréveris no outono do mesmo ano.
Apesar da mãe e filhas de Máximo terem sido poupadas, o destino delas e da esposa de Máximo depois disso é desconhecido. Sabe-se com certeza que ele tinha uma esposa, que aparece nos registros se aconselhando com São Martinho de Tours enquanto esteve em Tréveris. Porém, não se sabe o que aconteceu com ela e nem mesmo seu nome, apesar de a tradição galesa (vide abaixo) atribuir-lhe o nome de "Helena" (Elen Luyddog). É possível que uma das filhas de Máximo tenha se casado com Enódio, o procônsul da África, em 395. O neto dele, Petrônio Máximo, foi mais um dos imperadores fugazes do Império Romano do Ocidente, reinando por apenas 77 dias até ser apedrejado até a morte enquanto fugia dos vândalos em 24 de maio de 455. Outros descendentes de Enódio e, portanto, de Máximo, incluem Anício Olíbrio, imperador em 472, e diversos cônsules e bispos, como São Magno Félix Enódio (bispo de Pavia entre 514 e 521). Uma outra suposta filha de Máximo, que não aparece em nenhum outro registro, chamada Sevira é nomeada no Pilar de Eliseg, uma inscrição em Gales que comemora seu casamento com Vortigerno, o rei dos britônicos.

## Papel na história bretã e britônica

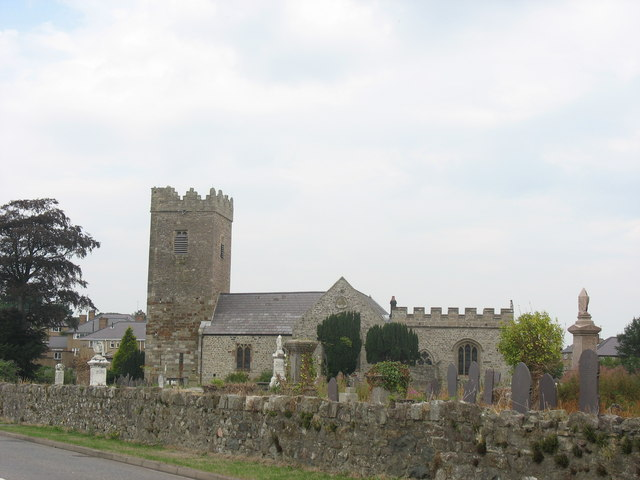
Esta igreja medieval em Llanbeblig, no País de Gales, dedicada a Pebligo, um santo medieval do século V que, de acordo com a lenda, era filho de Macsen Wledig (Magno Máximo), cuja esposa "Helena" era uma galesa. Discípulo de São Martinho de Tours, Pebligo teria retornado ao local e fundado o mosteiro

O golpe de Máximo em 383 coincide com a última de data para a qual existe alguma evidência da presença militar romana no País de Gales, os Peninos ocidentais e a fortaleza de Deva Vitoriosa. Contudo, moedas posteriores foram encontradas em escavações ao longo da muralha de Adriano, o que sugere que as tropas não abandonaram completamente a guarnição ali como já se conjecturou. Na De Excidio et Conquestu Britanniae, escrita por volta de 540, Gildas afirma que Máximo deixou a Britânia não apenas com todas as tropas, mas também com todas as milícias armadas, os governadores e toda a juventude em idade militar para nunca mais voltar.
Ao fazê-lo, ainda que pretendesse retornar no futuro, o resultado prático foi que ele transferiu a autoridade para governantes locais. Lendas galesas suportam este ponto de vista, com histórias como Breuddwyd Macsen Wledig ("O Sonho do Imperador Máximo"), na qual ele não apenas se casa com uma belíssima britônica (o que torna provável que ele tenha tido descendentes britânicos), mas também concede ao pai dela a autoridade sobre toda a Britânia, o que representaria uma devolução da autoridade de Roma para os britânicos.
As mais antigas genealogias galesas dão a Máximo (chamado Macsen/Maxen Wledig — "Imperador Máximo") o papel de fundador de várias dinastias de reinos galeses medievais, incluindo as de Powys e Gwent. Ele também aparece como ancestral de um rei galês no Pilar de Eliseg, erigido quase 500 anos depois de sua partida, e também nas listas das Quinze Tribos de Gales.
Depois de se tornar imperador do Império Romano do Ocidente, Máximo teria retornado à Britânia para enfrentar os pictos e os escotos (irlandeses), provavelmente para ajudar os aliados de longa data dos romanos, os damnônios, votadinos e novantas (todos residentes no território da moderna Escócia). Durante a campanha, é provável que ele tenha feito acordos similares para transferir a autoridade para governantes locais — os futuros governantes de Galloway, na terra dos novantas, reivindicariam depois Máximo como fundador de sua linhagem da mesma forma que os reis galeses.
A Historia Brittonum, do século IX, fornece mais um relato de Máximo e atribui a ele um importante papel:
| “ | O sétimo imperador era Maximiano [Máximo]. Ele deixou a Britânia com todas as suas forças militares, assassinou Graciano, o rei dos romanos, e conseguiu o domínio sobre toda a Europa. Relutante em enviar seus companheiros de guerra de volta para suas esposas, famílias e terras na Britânia, ele conferiu-lhes numerosos distritos, do lago no topo do mons Iovis até a cidade chamada de Cant Guic e até o Tumulus ocidental, que é chamado Cruc Occident. Estes são conhecidos como bretões armóricos e eles permanecem lá até hoje. Por conta de sua ausência, a Britânia foi conquistada por nações estrangeiras, os herdeiros legítimos foram expulsos, até que Deus interveio para ajudar. | ” |

Historiadores modernos acreditam que esta ideia de um assentamento massivo de tropas britônicas na Bretanha (Armórica) por Máximo pode de fato refletir alguma realidade histórica, pois ela está de acordo com outras evidências históricas e com as tradições bretãs posteriores.
A Armórica declarou sua independência do Império Romano em 407, mas contribuiu com arqueiros para a defesa de Flávio Aécio contra Átila, o Huno, e seu rei, Riotamo, foi depois mencionado em documentos contemporâneos como um aliado de Roma contra os godos. Apesar do continuado uso de duas línguas distintas, o britônico e o gaulês, e de grandes invasões e conquistas por francos e viquingues, a Armórica conseguiu manter uma considerável coesão cultural até o século XIII.
Máximo também criou uma base militar em sua Galécia natal, ou seja, a moderna Galiza espanhola e Norte de Portugal, que persistiu como uma entidade cultural distinta apesar da ocupação dos suevos em 409. O Reino da Galícia também conseguiu resistir aos avanços dos mouros e acabaria tendo um importante papel na Reconquista.